# Sacciolepis
Genre
Synonymes
- Rhampholepis Stapf

Sacciolepis Nash est un genre de plantes monocotylédones de la famille des Poaceae, sous-famille des Panicoideae, originaire des régions tropicales et tempérées chaudes, principalement d'Afrique, qui comprend environ 25 espèces.
Ce sont des plantes herbacées, aquatiques, annuelles ou vivaces, parfois rhizomateuses, parfois stolonifères, aux tiges dressées, ou géniculées ascendantes, ou décombantes, parfois spongieuses, qui peuvent atteindre 200 cm de long, et aux inflorescences en panicules souvent contractées (spiciformes).
Étymologiele nom générique « Sacciolepis » est formé de deux racines grecques, σακκιον (sakkion), petit sac, et λεπίς (lepis), écaille, en référence à la glume supérieure profondément concave et gibbeuse.

## Liste d'espèces
Selon The Plant List (3 janvier 2018) :
- Sacciolepis africana C.E.Hubb. & Snowden
- Sacciolepis angustissima (Hochst. ex Steud.) Kuhlm.
- Sacciolepis arenaria Mimeur
- Sacciolepis catumbensis (Rendle) Stapf
- Sacciolepis chevalieri Stapf
- Sacciolepis ciliocincta (Pilg.) Stapf
- Sacciolepis cingularis Stapf
- Sacciolepis clatrata Mimeur
- Sacciolepis curvata (L.) Chase
- Sacciolepis cymbiandra Stapf
- Sacciolepis fenestrata Bor
- Sacciolepis indica (L.) Chase
- Sacciolepis interrupta (Willd.) Stapf
- Sacciolepis leptorrhachis Stapf
- Sacciolepis micrococca Mez
- Sacciolepis myosuroides (R.Br.) A.Camus
- Sacciolepis myuros (Lam.) Chase
- Sacciolepis otachyrioides Judz.
- Sacciolepis seslerioides (Rendle) Stapf
- Sacciolepis striata (L.) Nash
- Sacciolepis tenuissima C.E.Hubb.
- Sacciolepis transbarbata Stapf
- Sacciolepis typhura (Stapf) Stapf
- Sacciolepis viguieri A.Camus
- Sacciolepis vilvoides (Trin.) Chase